# Loi de Bates
En théorie des probabilités et en statistique, la loi de Bates, dénommée suivant la probabiliste Grace E. Bates, est la loi de probabilité de la moyenne de variables aléatoires indépendantes et de loi uniforme continue sur [0 ; 1].
Il ne faut pas confondre cette loi avec la loi d'Irwin-Hall qui est la somme de telles variables aléatoires.

## Définition
La loi de Bates est la loi de probabilité de la moyenne arithmétique de n variables aléatoires U1, U2, ... , Un iid de loi uniforme continue sur l'intervalle [0 ; 1] :
{\displaystyle X={\frac {1}{n}}\sum _{k=1}^{n}U_{k}.}
La densité de probabilité de la loi de Bates est donnée par la formule suivante :
{\displaystyle f_{X}(x;n)={\begin{cases}\displaystyle {\frac {n^{n}}{\left(n-1\right)!}}\sum _{k=0}^{\lfloor nx\rfloor }\left(-1\right)^{k}{n \choose k}\left(x-{\frac {k}{n}}\right)^{n-1}&{\text{ pour }}x\in ]0,1[\\0&{\text{sinon.}}\end{cases}}}
Plus généralement, la moyenne de n variables aléatoires indépendantes et uniformes sur [a , b] :
{\displaystyle X_{(a,b)}={\frac {1}{n}}\sum _{k=1}^{n}U_{k}(a,b)}
a pour densité de probabilité
{\displaystyle g(x;n,a,b)={\frac {1}{b-a}}f_{X}\left({\frac {x-a}{b-a}};n\right){\text{ pour }}a\leq x\leq b.\,}